# Hurlach
Hurlach is een gemeente in de Duitse deelstaat Beieren, en maakt deel uit van het Landkreis Landsberg am Lech.
Hurlach telt 1.951 inwoners. In Hurlach staat een mijlpaal Meilenstein van de Via Claudia Augusta.

## Galerij

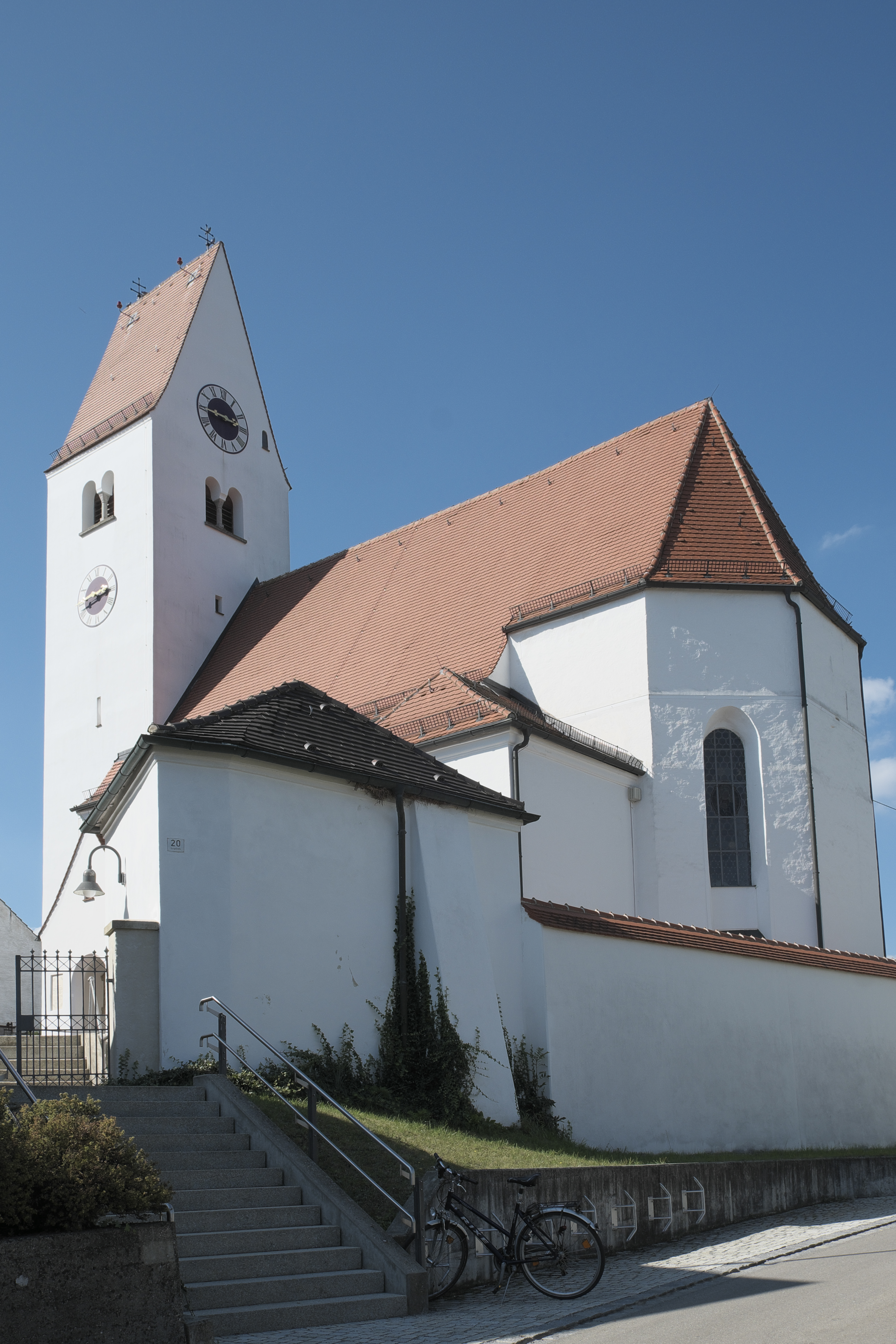
Katholieke kerk St. Laurentius in Hurlach
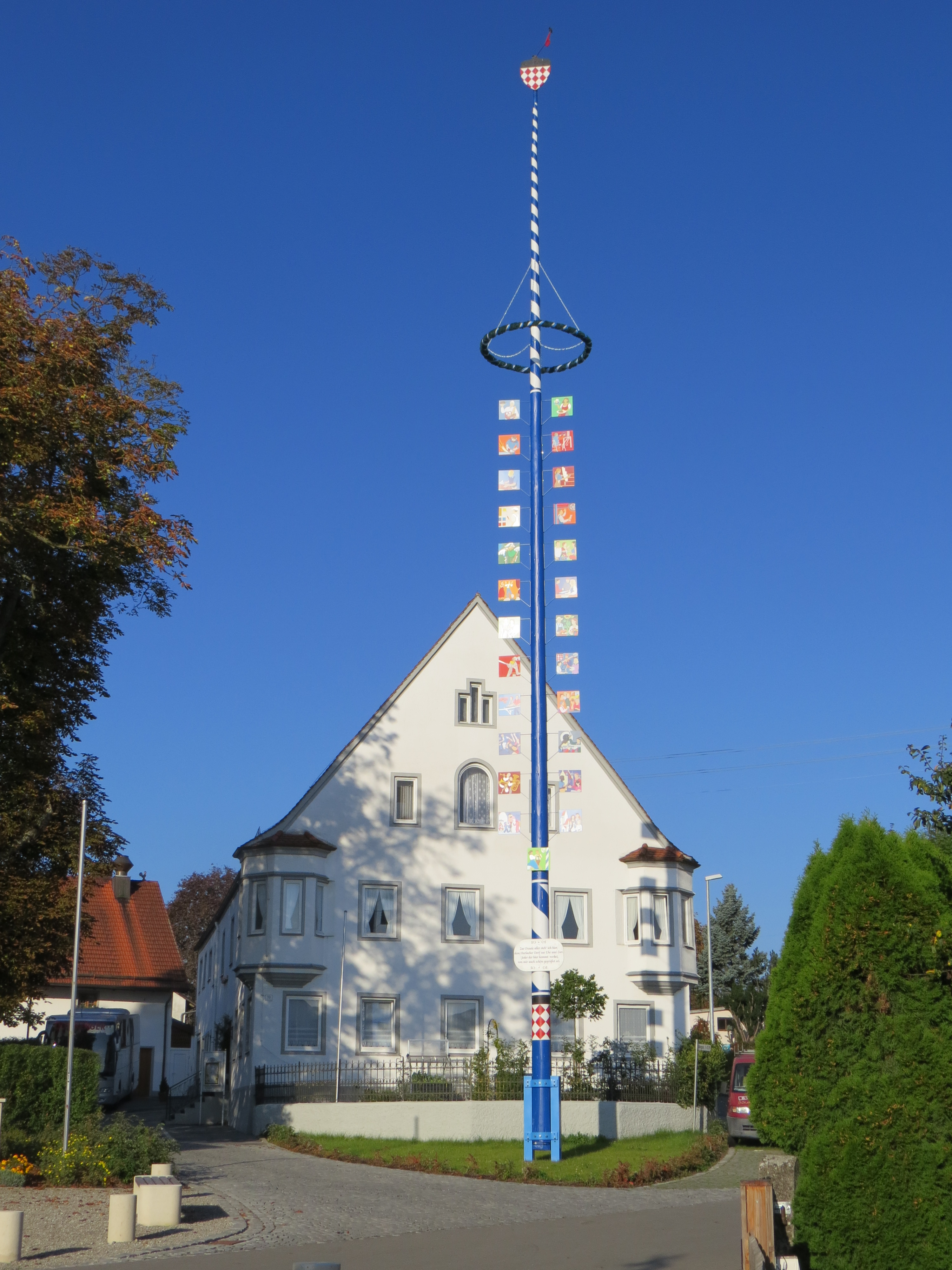
De Maibaum van Hurlach
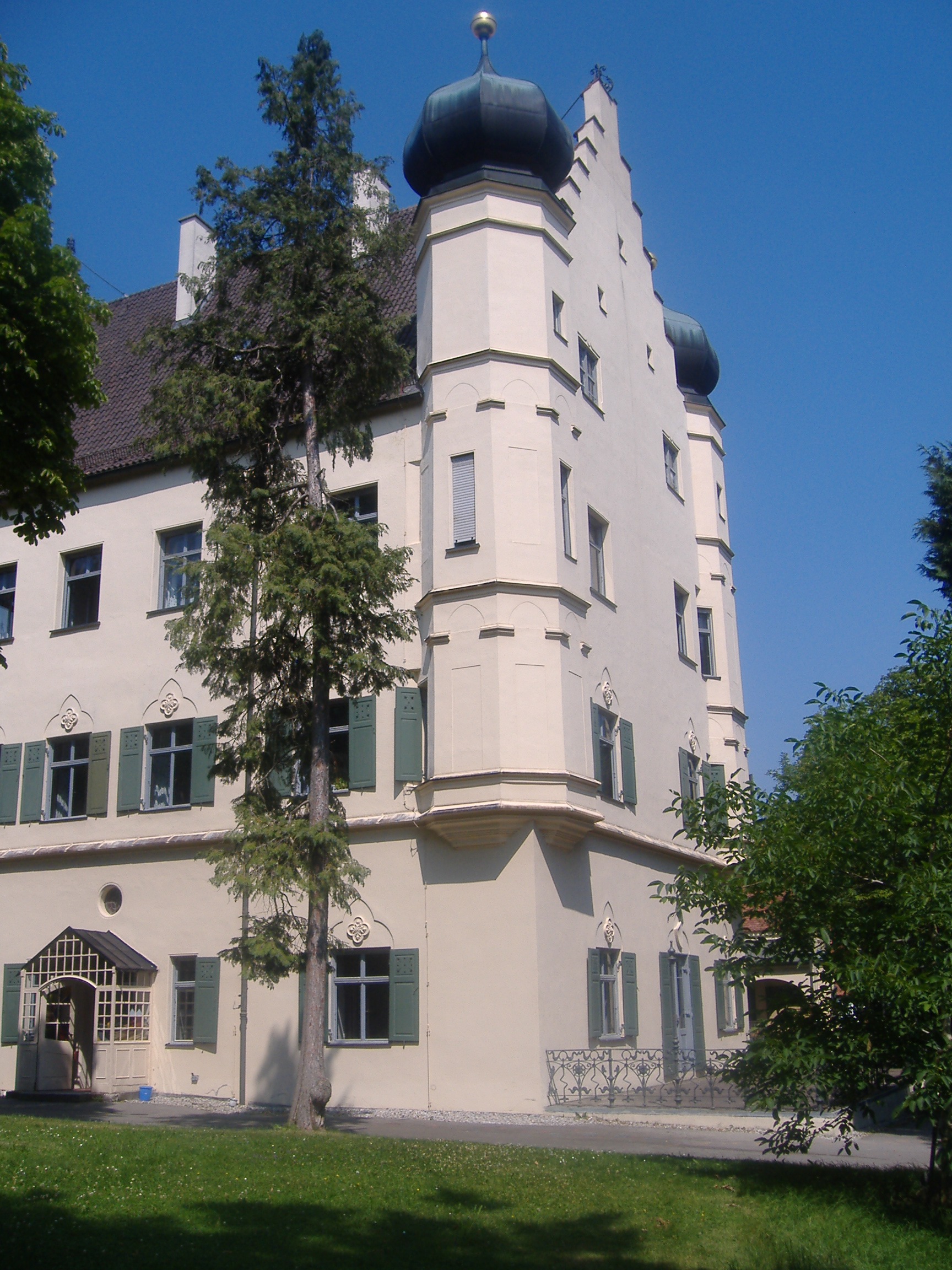
Schloss Hurlach